# Bahnhof Entzheim-Aéroport
Der Bahnhof Entzheim-Aéroport ist der Flughafenbahnhof des Flughafens Straßburg und liegt wenige Meter von diesem entfernt an der Bahnstrecke Strasbourg–Saint-Dié.

## Geschichte

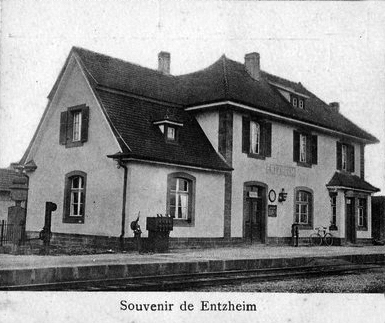
Das Bahnhofsgebäude am früheren Standort in den 1920er Jahren

Der Bahnhof an der jetzigen Stelle ersetzt seit 2008 den ursprünglich etwa 400 Meter weiter südwestlich gelegenen (48° 32′ 44,2″ N, 7° 37′ 20,3″ O) und 1864 von den Chemins de fer de l’Est eröffneten Bahnhof. Das dortige Bahnhofsgebäude wurde im Zuge der Verlegung abgerissen.

## Verkehr
Die Fahrt zum Bahnhof Straßburg in der Innenstadt von Straßburg dauert zwischen 7 und 12 Minuten (Fahrt ohne bzw. mit Zwischenhalten) und kostet 2,70 EUR (Stand Januar 2018). Die Züge des TER Alsace verkehren mehrmals stündlich.